# Pietro de Magistris

Kaiser Ebersdorf, Handzeichnung von Wolfgang Wilhelm Prämer

Portal 1618 von Kaisersteinbrucher Meistern errichtet

Pietro de Magistris (auch Peter di Magister; † vor dem 18. September 1628 in Kaisersteinbruch, damals Westungarn, heute Burgenland) war ein italienischer Steinmetzmeister der Renaissance. Er war Hofsteinmetzmeister unter den Kaisern Matthias und Ferdinand II.

## Leben

### Eintragung im Grundbuch 1603
Am 13. März 1603 wird sein Name im kaiserlichen Steinbruch erstmals genannt: „… Steinmetz am Leithaberg hat Nutz und Gewähr empfangen einer Behausung daselbst, samt einem Gärtl dabei …“

### Eigenständiges Steinmetzhandwerk 1617
Das Steinmetzhandwerk in Kaisersteinbruch gehörte zur Haupthütte Wiener Neustadt, deren Handwerksordnung regelte sämtliche Zunftbräuche wie die Arbeitskleidung, Aufdingung, Freisprechung usw. Gemeinsam mit Baden wurde 1617 der Status einer eigenständigen Viertellade verliehen. In diesem ersten Meisterbuch ist der Name von Pietro de Magistris verzeichnet.

### Kaiserlicher Steinmetzmeister
Die niederösterreichische Regierung forderte 1618 die Einhebung der Weinsteuer, des „Täz“, sie schickte ihren Rentmeister Johann Miller in den Steinbruch, damit er dessen staatsrechtliche Zugehörigkeit ergründen solle. Sein Bericht vom 20. Februar 1618 zeigt auch die Anfänge dieser Viertellade des Steinmetzhandwerkes auf (Auszug):

„… ist der ungarischen Jurisdiktion unterworfen …
 Ansässig sind sechs Meister, Steinmetzen und ein Bildhauer, und all das Gesinde, das sich in dem Steinbruch aufhält, lebt von der Arbeit bei diesen sechs Meistern. Ulrich Payos, Pietro de Magistris, Leonhardt Holzäpfl, Nicolae di Novo, Andre Ruffini und Antonius Bregno. Sie sind alle Welsche, darunter vier Meister Ihrer Kaiserlichen Majestät. Für den Fall, dass Ihre Majestät ihrer bedürftig, sind sie schuldig, alle anderen Arbeiten beiseite zu legen und Ihrer Majestät Sachen zu befürdern. Wie sie anjetzt auf Ebersdorf ein Haupttor führen …“

### Grundbuch 1619
Bereits mit seiner Frau Juliana wurde am 30. April 1619 ein Grundstück neben dem Steinbrecher Hans Hinterlang gepachtet. Er hatte Juliana N.N. geheiratet, wahrscheinlich nicht in erster Ehe. Dazu gibt es keine weiteren Unterlagen.
Auszug aus dem Text: „… zuvor voll mit Staudenwerk, welches zum Kalk- und Kohlbrennen abgemäht wurde, entsteht daraus ein Krautgarten zwischen des Öden Klosters und dem Steinbruch gelegen“.

### Tod 1628
Die Witwe Juliana Magistris verheiratete sich mit dem Hofsteinmetzmeister Antonius Bregno, der auch Witwer geworden war. Sie ließ ihn am 18. September 1628 neben sich mit dem Haus und zwei Gärten im Grundbuch eintragen…